# Порто-Эрколе
Порто-Эрколе (итал. Porto Ercole) — фракция коммуны Монте-Арджентарио в провинции Гроссето в области Тоскана Итальянской Республики. По данным XIV переписи населения Италии 2001 года, численность населения составляла 2810 человек, XV переписи населения Италии 2011 года — 2676 человек. Входит в ассоциацию «Самые красивые городки Италии».

## География

### Географическое положение
Находится в географической области Маремма в итальянском регионе Тоскана, на восточном побережье каменистого полуострова Арджентарио. Располагается в 11 км к юго-востоку от административного центра коммуны — города Порто-Санто-Стефано. Высота над уровнем моря — 3 м.
Городом-побратимом Порто-Эрколе является город Караваджо.

### Климат
По Классификации климатов Кёппена, климат селения определяется как Csa — Средиземноморский климат. Температура здесь в среднем 16 3 °C. Среднегодовая норма осадков — 825 мм.

## Население
| 2011 |
| ---- |
| 2676 |

## Достопримечательности

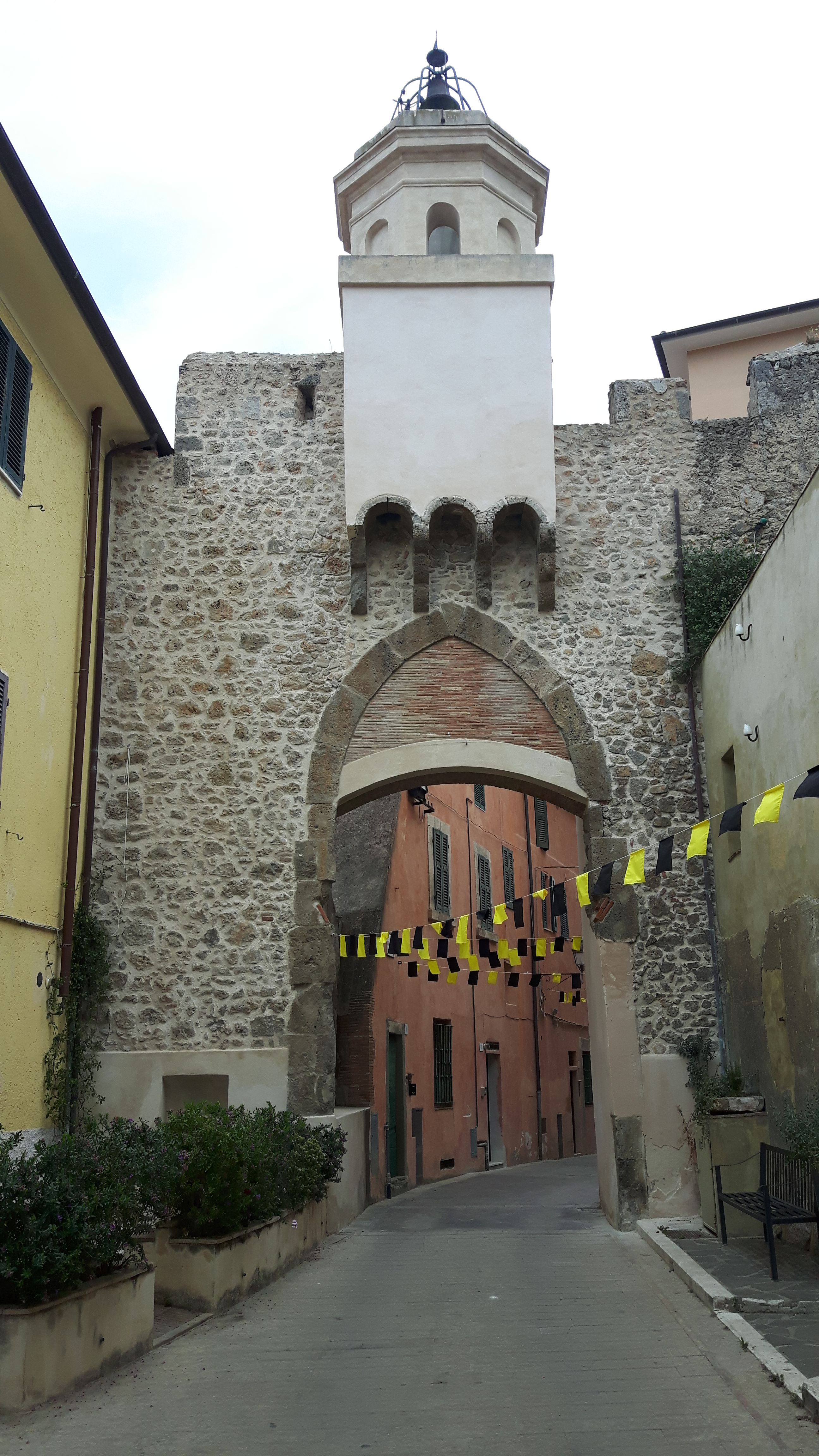
Стены Порто-Эрколе

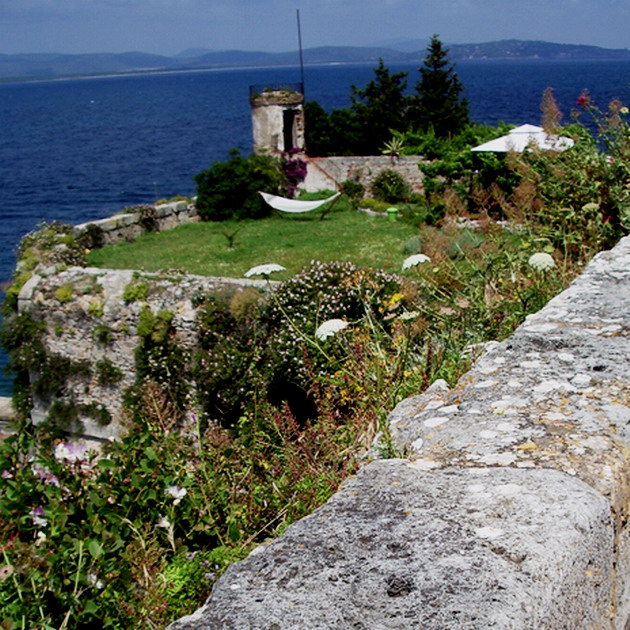
Бастион Санта-Барбара

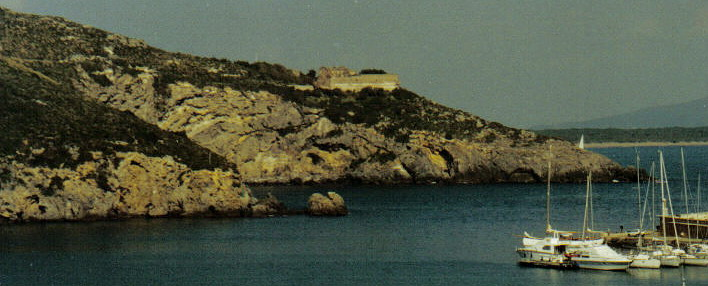
Крепость Санта-Катерина

Вблизи города находятся Стены Порто-Эрколе — оборонительные стены селения XV века, прибрежный Бастион Санта-Барбара, крепость XIII века Альдобрандеска, крепость XVIII века Санта-Катерина.